# Diarbaquir (província)
Diarbaquir ou Diarbaquer (em turco: Diyarbakır) é uma província (iller) do sudeste da Turquia, situada na região (bölge) do Sudeste da Anatólia (em turco: Güneydoğu Anadolu Bölgesi), com capital na cidade homónima. Tem 15 355 km² de área e em 2020 tinha 1 783 431 habitantes (densidade: 116,1 hab./km²).